# شندی (سودان)
شندی (به عربی: شندی) شهری در استان رود نیل کشور سودان است که جمعیت آن در سرشماری سال ۱۹۹۳ میلادی k.A. نفر بوده و در سال ۲۰۰۷ میلادی ۵۵٫۵۱۶ نفر تخمین زده شده است.